# فريديش فيلهلم كلات
فريديش فيلهلم كلات (1825-1897) (بالإنجليزية: Friedrich Wilhelm Klatt)‏ هو عالم نبات ألماني.